# Pont de Namur
Le pont de Namur est un pont-rail à Liège qui enjambe l'Ourthe, entre le quai du Condroz et le quai des Ardennes (à la hauteur de la rue de Paris et de la rue de Londres). 
Il s'agit d'un pont en construction métallique, techniquement parlant pont en poutre-treillis. Sa longueur est d'environ 150 mètres.
Il porte la ligne ferroviaire n°40 et est constitué de 3 travées: 
1. La travée principale sur l'Ourthe reposant sur deux piliers en maçonnerie
2. La travée rive gauche qui passe sur le quai du Condroz
3. La travée rive droite qui passe sur la route nationale N°633 qui est appelée encore quai des Ardennes.